# Pratibha Patil
Pratibha Devisingh Patil (en maratí: प्रतिभा पाटिल; Maharashtra, 19 de diciembre de 1934) es una abogada y política hindú que ejerció como presidenta de la India, siendo la primera mujer elegida para ocupar este cargo. Elegida en las elecciones presidenciales de 2007, anteriormente había sido gobernadora del estado de Rayastán.
La nueva presidenta india obtuvo un total de 2931 votos, frente a los 1449 votos de Bhairon Singh Shekhawat, de 84 años, el candidato de la oposición, aunque por puntos, se impuso por más de 300 000.
«El voto a favor de Patil es un voto contra las políticas divisorias», opinó el primer ministro, Manmohan Singh, lanzando un dardo contra los partidos de la oposición. Por su parte, la presidenta del gobernante Partido del Congreso, Sonia Gandhi, destacó que «es un gran momento para las mujeres, porque es la primera vez que tenemos una presidenta».
Aunque el cargo que ocupó Patil carece de competencias ejecutivas, tiene gran carga simbólica.
Desde que cobró notoriedad cuando fue postulada, Patil, de 72 años, se ha involucrado en algunas controversias y su imagen se ha visto empañada por revelaciones sobre su pasado.
Debido a que el presidente, cuyo cargo es mayormente ceremonial, debe preservar la Constitución y no inclinarse hacia ningún grupo político, los partidos suelen buscar consenso para el candidato al puesto. El predecesor de Patil, Abdul Kalam, fue candidato de consenso.
Pero esta vez no hubo acuerdo y la oposición presentó su propio candidato, el vicepresidente Bhairon Singh Shekhawat.
Durante el proceso electoral Patil fue acusada de no estar capacitada para el puesto, a pesar de haber sido gobernadora del estado noroccidental de Rajastán.
Sus críticos dicen que a Patil le ha valido su devoción a Sonia Gandhi, lideresa del Partido del Congreso en el poder, y a la poderosa familia Gandhi, que históricamente ha controlado el partido.
Pero Patil ha tenido una carrera por mérito propio. Nacida en 1934 en el estado occidental de Maharashtra, se incorporó al Partido del Congreso a principios de los años sesenta, fue miembro de la legislatura estatal a los 27 años y se desempeñó allí durante dos décadas. Luego pasó a ser miembro del parlamento nacional antes de un periodo de hibernación política a mediados de los años noventa.
En 2004 fue designada gobernadora de Rajastán, otro cargo mayormente ceremonial.
A pesar de su larga trayectoria política, el nombre de Patil no tenía resonancia en el ámbito nacional cuando Sonia Gandhi anunció su candidatura a mediados de junio, después de semanas de consultas con socios de la coalición.
Sus oponentes empezaron a buscarle objeciones. Los diarios informaron sobre un discurso que pronunció en 1975 como Ministra de Salud de Maharashtra, en el que dijo que las personas con enfermedades hereditarias deberían ser esterilizadas.

## Distinciones honoríficas
- Banda en Categoría Especial de la Orden Mexicana del Águila Azteca (otorgada el 3 de agosto de 2018 - presentada 1 de junio de 2019 (Estados Unidos Mexicanos).[2][3]